# Colette Kessler
Colette Kessler, née Colette Oppenheim le 15 septembre 1928 à Paris et morte dans la même ville le 3 mai 2009, est une universitaire française spécialiste de l'enseignement du judaïsme et pionnière du dialogue judéo-chrétien. Cofondatrice du Mouvement juif libéral de France, elle est pendant plus de 30 ans vice-présidente de l'Amitié judéo-chrétienne de France.

## Biographie
Diplômée de l’Institut international d'études hébraïques, Colette Kessler consacre sa vie, à partir des années 1950, à enseigner le judaïsme aux enfants puis aux adultes. À ce titre, elle est nommée directrice du Talmud Torah de l’Union libérale israélite de France par son maître, le rabbin André Zaoui. Elle contribue également à la fondation du Mouvement juif libéral de France, en 1977, avec le rabbin Daniel Farhi. 
En parallèle, Colette Kessler, qui a porté l'étoile jaune pendant l'Occupation, est une pionnière du dialogue interreligieux entre juifs et chrétiens. Elle y travaille plusieurs décennies durant, aux côtés du prêtre dominicain Bernard Dupuy et du pasteur Michel Leplay, entre autres. De 1976 à 1988, elle enseigne la religion et la culture juives au Sidic de Paris, dans la lignée des principaux acteurs de ce dialogue : Jules Isaac, Edmond Fleg... Vice-présidente de l’Amitié judéo-chrétienne de France entre 1977 et 2009, et lauréate de son prix annuel en 1990, elle œuvre pendant plus de 30 ans à ce rapprochement interconfessionnel, sous la forme d'articles, de cours, de conférences et de sessions d'études.
Mariée à Paul Kessler, elle est la mère d'Anne Kessler-Le Bris, de David Kessler et d'Emmanuel Kessler.

## Publications
- La Reine qui ne craignait que Dieu : histoire d'Esther (Bible), Éditions Gallimard/jeunesse, 1995
- Pour un judaïsme libre et fidèle, Éditions du Cerf, 1997
- L'Éclair de la rencontre : juifs et chrétiens, ensemble, témoins de Dieu, Parole et Silence, 2004, Prix des écrivains croyants 2004
- Dieu caché, Dieu révélé : Essais sur le judaïsme, Lethielleux, 2011  (ISBN 9782249620577)